# Colegio Electoral de la Argentina
El Colegio Electoral de la Argentina fue un órgano estatal representativo y transitorio, creado por la Constitución de 1853 que tenía como función elegir al presidente y vicepresidente de la Nación. Los miembros del Colegio eran elegidos por voto directo de los ciudadanos legalmente habilitados y se organizaba en colegios electorales provinciales —y de la Ciudad de Buenos Aires a partir de 1862—, que se reunían separadamente en cada uno de los distritos. Los colegios distritales elegían separadamente al presidente y al vicepresidente, y eran libres de votar a favor de cualquier persona elegible para el cargo. En caso de que los candidatos no obtuvieran la mayoría absoluta del Colegio Electoral, la elección final de ambos funcionarios correspondía al Congreso Nacional.

Resultado del colegio electoral en las elecciones de 1989

## Historia
Todas las elecciones presidenciales entre 1854 y 1946 fueron realizadas bajo el sistema indirecto del Colegio Electoral. Fue dejado sin efecto por la reforma constitucional de 1949, pero fue restablecido en 1956 por el Golpe de Estado autodenominado «Revolución Libertadora», al abolir la reforma constitucional de 1949, razón por la cual las elecciones presidenciales de 1958 y de 1963, volvieron a ser realizadas mediante Colegio Electoral. La dictadura, en este caso autodenominada «Revolución Argentina», volvió a reformar la Constitución y dejar sin efecto la elección presidencial indirecta y el Colegio Electoral en 1972, razón por la cual las elecciones presidenciales de marzo y septiembre de 1973 fueron realizadas por voto directo. En 1981 caducó automáticamente la reforma de 1972, reestableciéndose la Constitución de 1853, con las reformas de 1860, 1866 y 1898, razón por la cual las de 1983 y de 1989 fueron nuevamente realizadas de manera indirecta, mediante Colegio Electoral. En 1994 se reformó nuevamente la Constitución, estableciendo el voto directo del presidente y vicepresidente, en fórmula única, quedando sin efecto la institución del Colegio Electoral en el régimen electoral nacional.